# Saroléa

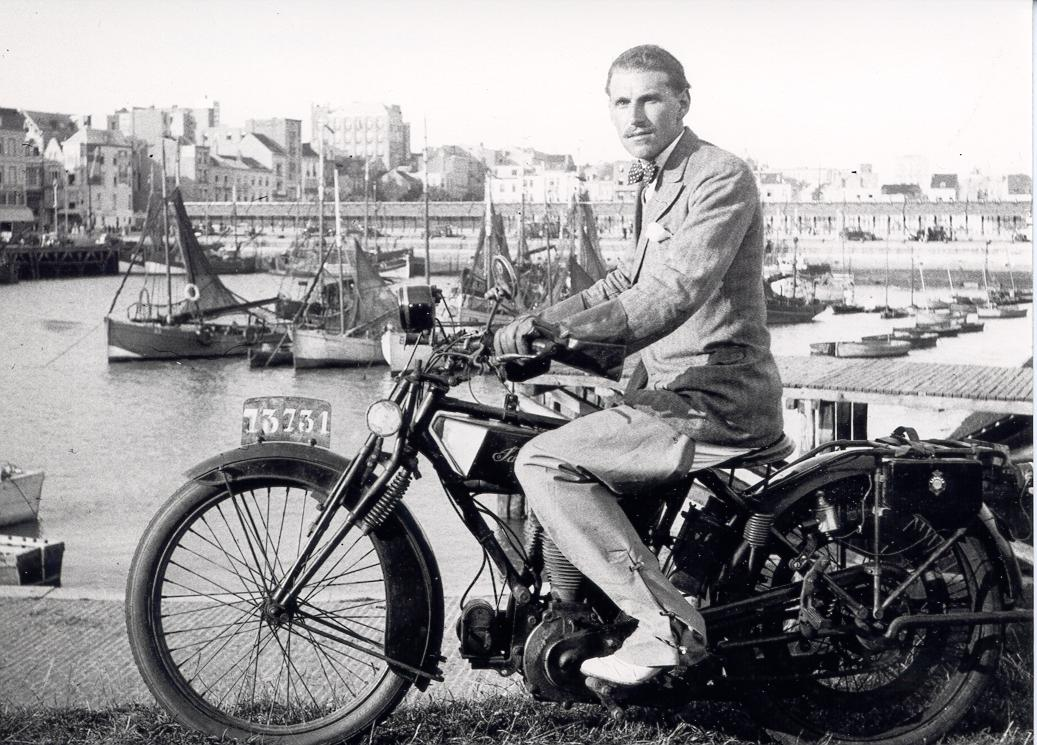
Arkitekt Leo van Dievoet på sin motorcykel Saroléa, en Blankenberghe, 16 juli 1934.

Saroléa var ett belgiskt motorcykelmärke som grundades 1850.